# Armistici de Moscou

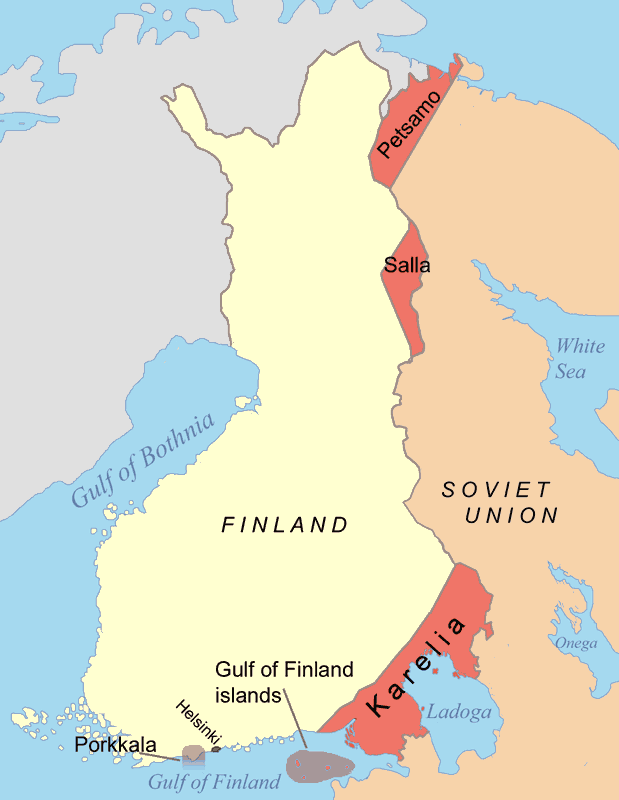
Les zones cedides per Finlàndia a la Unió Soviètica després de la Guerra de Continuació. Porkkala va retornar a Finlàndia el 1956.

Finlàndia i la Unió Soviètica van signar l'Armistici de Moscou el 19 de setembre de 1944, finalitzant així la Guerra de Continuació. L'Armistici de Moscou no s'ha de confondre amb el Tractat de Pau de Moscou de 1940, que posà punt final a la Guerra d'Hivern entre ambdós estats.
El tractat de pau definitiu entre Finlàndia i la Unió Soviètica se signà a París el 1947.

## Condicions per a la pau
Les condicions per a la pau eren similars a les ja acordades al Tractat de Pau de Moscou de 1940: Finlàndia quedava obligada a cedir parts de Carèlia i Salla, així com certes illes del Golf de Finlàndia. El nou armistici també atorgava tot Petsamo a la Unió Soviètica, i Finlàndia cedia Porkkala a la Unió Soviètica per un període de 15 anys (tot i que, al final, va retornar a Finlàndia el 1956).
Altres condicions incloïen el pagament per part de Finlàndia de $300.000.000 a la Unió Soviètica com a reparacions de guerra. A més, Finlàndia acceptava legalitzar els partits comunistes i prohibir aquelles organitzacions que els soviètics consideressin com a feixistes. A l'armistici, s'obligava a Finlàndia a expulsar els alemanys del seu territori, començant una campanya militar a Lapònia.